# Francis Cotes

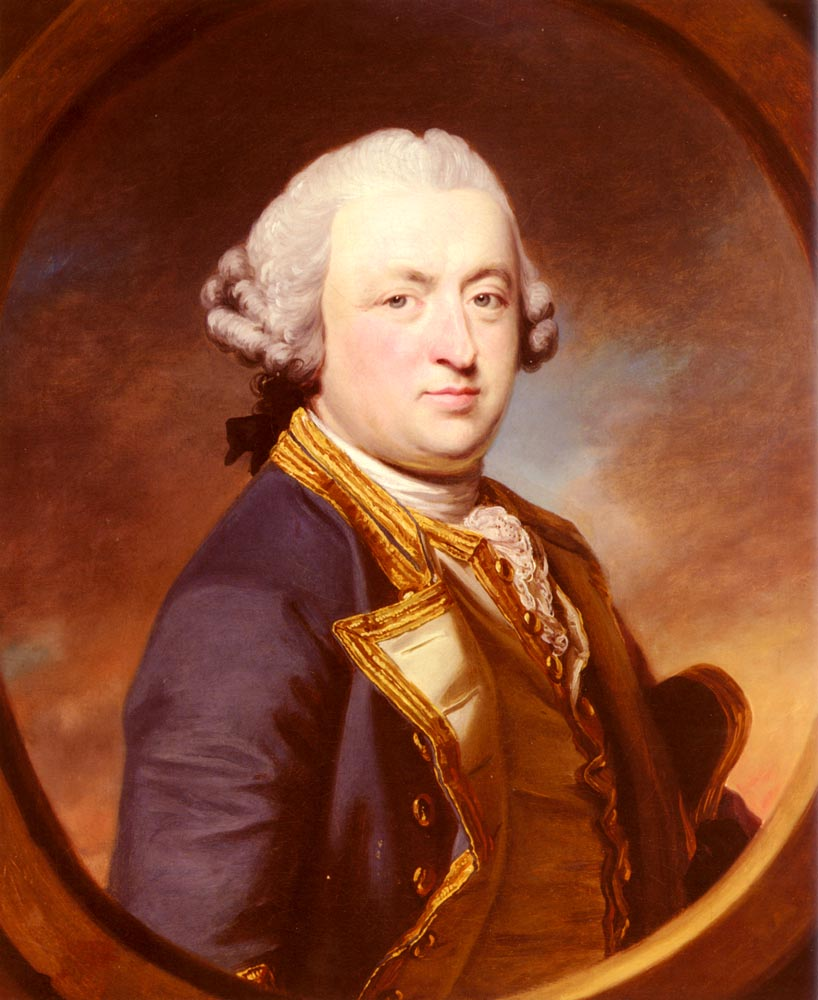
Porträt des Admirals Thomas Craven

Francis Cotes RA (* um 1725 in London; † 20. Juli 1770 ebenda) war ein englischer Maler und gilt als Pionier der Pastellmalerei. 1768 war er eines der Gründungsmitglieder der Royal Academy of Arts.

## Leben
Cotes war ein Schüler des Malers George Knapton. Doch erst mit über vierzig Jahren konnte Cotes bei einer Ausstellung der Society of Artists debütieren. In den Jahren 1760 bis 1761 fertigte er die Ölgemälde The nut-brown maid und Half length of Mr. Paul, mit denen er ebenfalls in der Society Anerkennung fand.
Während der Sommermonate arbeitete Cotes in manchen Jahren auch in Bath. Dort war er häufig auch als Bildnis-Emailleur tätig.
Nach dem Tod seiner ersten Ehefrau, heiratete er in zweiter Ehe Sarah Shepherd. Diese soll ebenfalls als Malerin tätig geworden sein. Im Alter von ungefähr 45 Jahren starb Francis Cotes am 20. Juli 1770 in London.